# Trachinotus
A Trachinotus a csontos halak (Osteichthyes) főosztályának a sugarasúszójú halak (Actinopterygii) osztályába, ezen belül a sügéralakúak (Perciformes) rendjébe és a tüskésmakréla-félék (Carangidae) családjába tartozó nem.

## Rendszerezés
A nembe az alábbi 20 faj tartozik:
- Trachinotus africanus Smith, 1967
- Trachinotus anak Ogilby, 1909

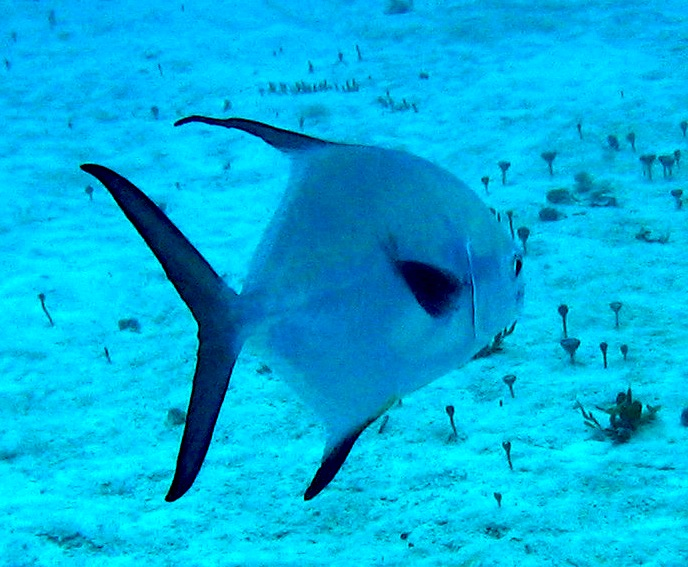
Trachinotus goodei

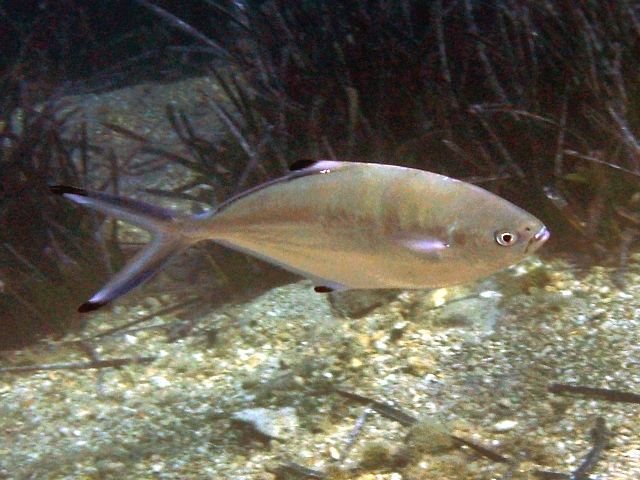
Trachinotus ovatus

- Trachinotus baillonii (Lacepède, 1801)
- Trachinotus blochii (Lacepède, 1801)
- Trachinotus botla (Shaw, 1803)
- Trachinotus carolinus (Linnaeus, 1766)
- Trachinotus cayennensis Cuvier, 1832
- Trachinotus coppingeri Günther, 1884
- Trachinotus falcatus (Linnaeus, 1758)
- Trachinotus goodei Jordan & Evermann, 1896
- Trachinotus goreensis Cuvier, 1832
- Trachinotus kennedyi Steindachner, 1876
- Trachinotus marginatus Cuvier, 1832
- Trachinotus maxillosus Cuvier, 1832
- Trachinotus mookalee Cuvier, 1832
- Trachinotus ovatus (Linnaeus, 1758)
- Trachinotus paitensis Cuvier, 1832
- Trachinotus rhodopus Gill, 1863
- Trachinotus stilbe (Jordan & McGregor, 1898)
- Trachinotus teraia Cuvier, 1832